# 佛羅倫斯鎮區 (密歇根州)
佛羅倫斯鎮區（英語：Florence Township）是位於美國密歇根州聖約瑟夫縣的一個行政鎮區。

## 地方資料
佛羅倫斯鎮區的面積為87.40平方千米，當中陸地面積為86.90平方千米，而水域面積為0.50平方千米。根據2020年美國人口普查的數據，當地共有人口1153人，而人口密度為每平方千米13.19人。